# 杂色山雀
杂色山雀（学名：Sittiparus varius），为山雀科赤腹山雀属的鸟类。分布于朝鲜、日本、中国大陆的辽宁和俄罗斯东南部的千島群島等地，主要生活于森林中。该物种的模式产地在日本本州。

## 分類
雜色山雀由荷蘭動物學家康拉德·雅各·特明克與德國鳥類學家赫爾曼·施萊格爾於1845年描述，並命名為Parus varius。 直到20世紀末，雜色山雀通常與大多數其他山雀科成員一起被歸入山雀屬（Parus）。2005年，研究山雀科成員線粒體DNA序列的分子系統發生學研究報告，建議將雜色山雀與其他大約15個物種歸入重新恢復的高山山雀屬（Poecile）。 2013年的一項研究分析了線粒體和核序列，建議拆分高山山雀屬，並將雜色山雀及其姐妹物種白頭山雀歸入他們自己的屬赤腹山雀屬。該屬最初由比利時政治家兼自然學家愛德蒙·德·塞利斯·龍尚於1884年建立，並將雜色山雀作為模式種。 此提案已被世界鳥類學家聯合會（IOU）採納。
奧氏山雀（Sittiparus owstoni）、西表山雀（Sittiparus olivaceus）和赤腹山雀（Sittiparus castaneoventris）以前被認為是雜色山雀的亞種，但在2014年系統發生學研究發表後被提升為物種。
許多亞種已被描述，其中一個亞種在20世紀滅絕：
- S. v. varius （Temminck & Schlegel, 1845） - 南部千島群島（國後島、色丹島、擇捉島）、中國東北、韓國中部和南部、日本
- S. v. sunsunpi （黑田長禮, 1919） -種子島
- S. v. namiyei （黑田長禮, 1918） -利島、新島和神津島
- S. v. yakushimensis （黑田長禮, 1919） -屋久島
- S. v. amamii 黑田長禮, 1922 -奄美大島、德之島和沖繩島
- S. v. orii 黑田長禮, 1923大東雜色山雀- 原分佈於大東群島（北大東島和南大東島），約於1940年滅絕

## 描述
杂色山雀体长约 12–14 cm (4.7–5.5 in)，重量约 16–18 g (0.56–0.63 oz)。翅膀长度约 6.0–7.8 cm (2.4–3.1 in)。指名亚种(v.varius)其头顶、喙、喉咙、前胸上半部、和颈背都是黑色的，后头中央有一细长白斑。额头，脸和脸颊是白色的。背部，翅膀和尾巴呈蓝灰色。后颈、胸、腹及两胁栗红色，胸部和腹部的中央至尾下覆羽淡黄褐色。脚是深灰色的。
其栖息地包括各种开放林地，特别是日本栲树（Castanopsis cuspidata）和日本落叶松（Japanese larch）组成的杂木林、日本红豆杉（Cryptomeria（sugi））与松树组成的针叶林、遍布竹林的山坡地、以及河谷等。
主要以昆虫和昆虫幼虫为食，也吃植物果实和种子。
叫声由短促的音调组成，听起来像 tzu...tzu...tzu ...

## 文化中的地位
在日本，雜色山雀曾用於一種名為「御神籤曳」的表演中，來抽取御神籤。使用一個小型的神社模型，鳥兒會投下一枚硬幣，搖響鈴鐺，打開門，取出御神籤並帶回。牠們也可以用喙切開繩子或膠帶來打開御神籤。

## 外部鏈結
- Northern Region Water Resources Office, Taiwan: Birds of Shihmen Reservoir. Retrieved 2006-NOV-21.
- Oriental Bird Club: Varied tit photos （页面存档备份，存于）. Retrieved 2006-NOV-21.
- Endangered animals of Russia: Тиссовая синица (Tissovaya sinitsa, Varied Tit) [in Russian]. Retrieved 2006-NOV-21.

1. ↑  《日本動物誌》Fauna Japonica是分冊發行的。儘管關於雜色山雀的描述出現在第四至第八分冊中的第71-72頁，並於1848年出版，[4]但第35號圖版隨第二分冊於1845年7月出版。[5]